# Brachiella pteroplateae
Brachiella pteroplateae is een eenoogkreeftjessoort uit de familie van de Lernaeopodidae. De wetenschappelijke naam van de soort is voor het eerst geldig gepubliceerd in 1959 door Yamaguti & Yamasu.